# Oman ai Giochi della XXX Olimpiade
L'Oman ha partecipato ai Giochi della XXX Olimpiade di Londra, che si sono svolti dal 27 luglio al 12 agosto 2012, con una delegazione di 4 atleti, 3 nell'atletica e uno nel tiro. Nessun atleta è riuscito a superare il primo turno di qualificazione, così l'Oman ha terminato l'avventura londinese senza ottenere medaglie.

## Atletica leggera
Gare maschili
| Atleta                    | Gara  | Batterie | Batterie | Quarti | Quarti | Semifinali      | Semifinali      | Finale          | Finale          |
| Atleta                    | Gara  | Tempo    | Pos.     | Tempo  | Pos.   | Tempo           | Pos.            | Tempo           | Pos.            |
| ------------------------- | ----- | -------- | -------- | ------ | ------ | --------------- | --------------- | --------------- | --------------- |
| Barakat Mubarak Al-Harthi | 100 m | bye      | bye      | 10"41  | 7°     | non qualificato | non qualificato | non qualificato | non qualificato |
| Ahmed Mohamed Al-Merjabi  | 400 m | dns      | –        | N.D.   | N.D.   | non qualificato | non qualificato | non qualificato | non qualificato |

Gare femminili
| Atleta                  | Gara  | Batterie | Batterie | Quarti          | Quarti          | Semifinali      | Semifinali      | Finale          | Finale          |
| Atleta                  | Gara  | Tempo    | Pos.     | Tempo           | Pos.            | Tempo           | Pos.            | Tempo           | Pos.            |
| ----------------------- | ----- | -------- | -------- | --------------- | --------------- | --------------- | --------------- | --------------- | --------------- |
| Shinoona Salah Al-Habsi | 100 m | 12"45    | 4ª       | non qualificata | non qualificata | non qualificata | non qualificata | non qualificata | non qualificata |

## Tiro
Gare maschili
| Atleta         | Gara        | Qualificazione | Qualificazione | Finale          | Finale          |
| Atleta         | Gara        | Punti          | Posizione      | Punti           | Posizione       |
| -------------- | ----------- | -------------- | -------------- | --------------- | --------------- |
| Ahmed Al Hatmi | Double trap | 129            | 19°            | non qualificato | non qualificato |